# Lykastesläktet
Lykastesläktet (Lycaste) är ett släkte av orkidéer med mer än 30 arter som kännetecknas av en äggformig stjälk och tunna blad. Arterna förekommer i Centralamerika, på de Karibiska öarna och i Sydamerika.
Liksom hos andra orkidéer har blommorna tre kronblad och tre foderblad. Kronbladen är oftast vita, gula eller orange och foderbladen gula, orange, gröna eller rödbruna. Ibland har blommorna glest fördelade röda eller violetta punkter. De flesta arterna är 5–10 cm höga men L. schilleriana blir 16 till 18 cm hög.

## Systematik
World Checklist of Selected Plant Families som upprätthålls av Royal Botanic Gardens i Kew, erkänns av American Orchid Society som den definitiva auktoriteten på orkidéernas taxonomi. Denna lista erkänner idag 31 arter av Lycaste, tre naturaliga hybrider, två underarter och en  varietet. Många orckidéeodlare tenderar att vilja splitta upp i fler arter varför det finns många fler beskrivna arter, underarter och varieter av Lycaste.
En revidering av släktet Lycaste gjord 2002 flyttade många arter ur sektionen Fimbriatae till det nya släktet Sudamerlycaste. Dessa 34 arter förekommer i Sydamerika och på de Karibiska öarna, medan äkta Lycastes till största delen förekommer i Mexiko och Centralamerika.
Lykastesläktet är uppdelat i sektonerna Deciduosae med undersektionerna Paradeciduosae och Xanthanthae, Longisepalae, Macrophyllae samt Fimbriatae.

### Artlista
Enligt World Checklist of Selected Plant Families:
- Deciduosae
  - Xanthanthae
    - Lycaste aromatica
    - Lycaste bradeorum
    - Lycaste campbelli
    - Lycaste cochleata
    - Lycaste consobrina
    - Lycaste crinita
    - Lycaste cruenta
    - Lycaste deppei
    - Lycaste lasioglossa
    - Lycaste macrobulbon

  - Paradeciduosae
    - Lycaste brevispatha
    - Lycaste tricolor

- Macrophyllae
  - Lycaste dowiana
  - Lycaste leucantha
  - Lycaste macrophylla

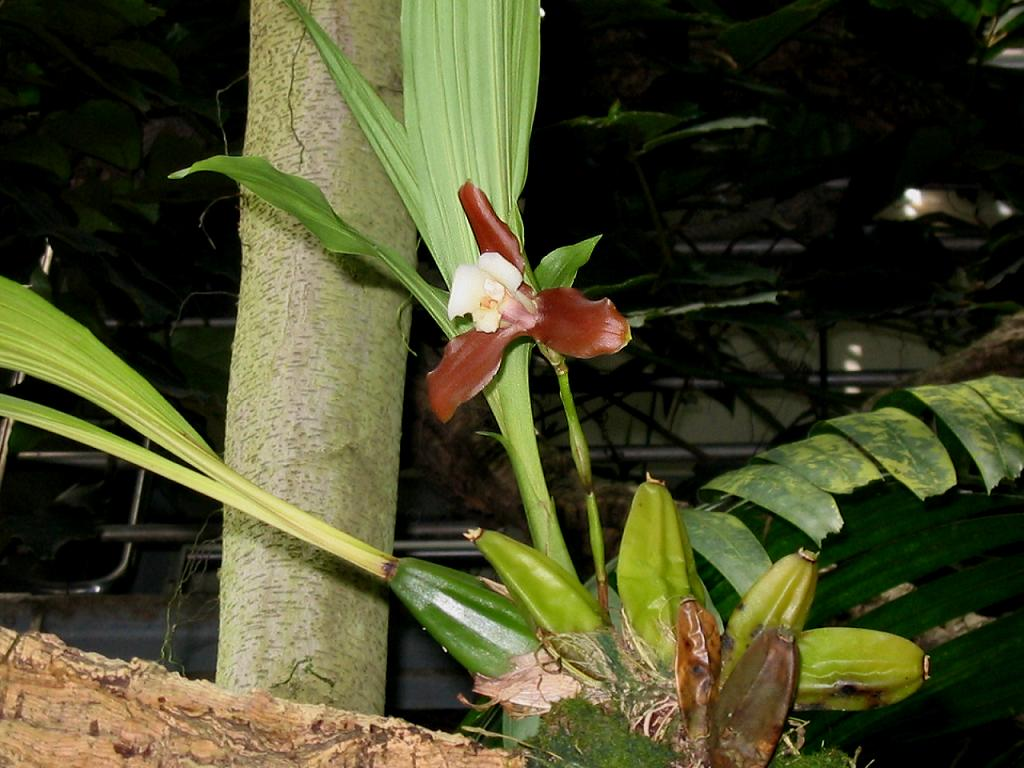
Lycaste xytriophora

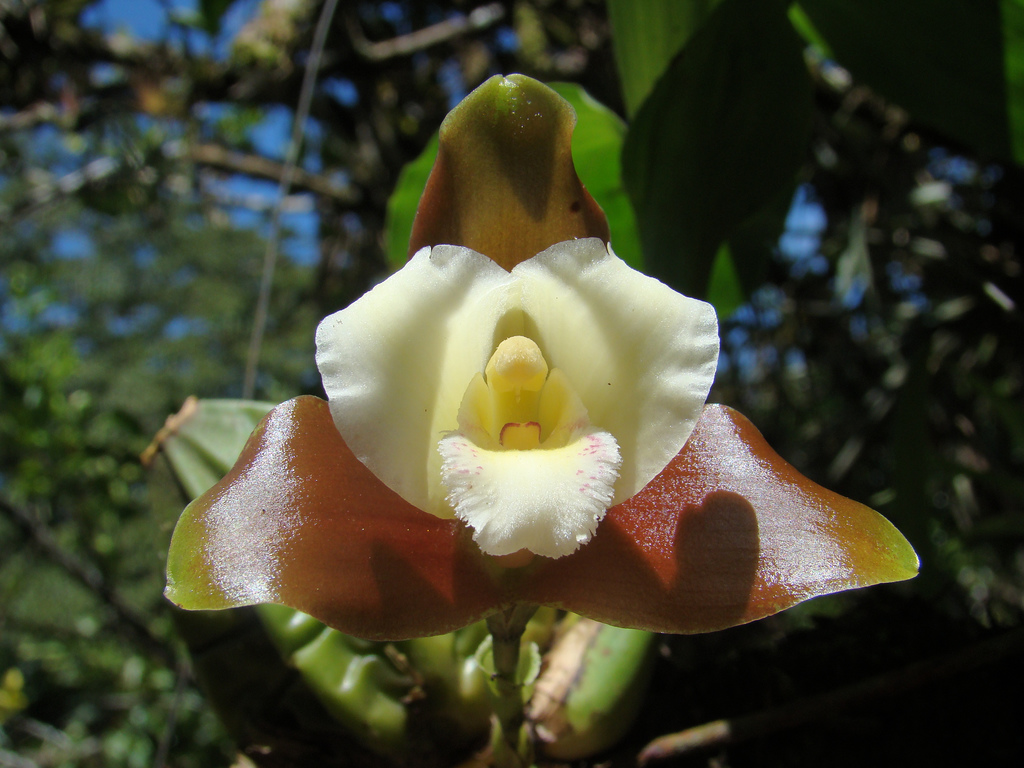
Lycaste dowiana

    - Lycaste macrophylla var. desboisiana
    - Lycaste macrophylla subsp. macrophylla
    - Lycaste macrophylla subsp. puntarenasensis
    - Lycaste macrophylla subsp. xanthocheila

  - Lycaste neglecta
  - Lycaste powellii
  - Lycaste skinneri
  - Lycaste xytriophora

- Fimbriatae
  - Lycaste longipetala
  - Lycaste mesochlaena

Naturliga hybrider
- Lycaste × groganii (Lycaste aromatica × Lycaste deppei)
- Lycaste × michelii (Lycaste cochleata × Lycaste lasioglossa)
- Lycaste × smeeana (Lycaste deppei × Lycaste skinneri)

Hybrider
- Angulocaste (Anguloa × Lycaste)
- Cochlecaste (Cochleanthes × Lycaste)
- Colaste (Colax × Lycaste)
- Lycasteria (Bifrenaria × Lycaste)
- Lycida (Ida × Lycaste)
- Maxillacaste (Lycaste × Maxillaria)
- Zygocaste (Lycaste × Zygopetalum)

## Dottertaxa tillLycaste, i alfabetisk ordning[2][3]
- Lycaste angelae
- Lycaste annakamilae
- Lycaste aromatica
- Lycaste balliae
- Lycaste bermudezii
- Lycaste bradeorum
- Lycaste brevispatha
- Lycaste bruncana
- Lycaste campbellii
- Lycaste chaconii
- Lycaste cobani
- Lycaste cochleata
- Lycaste consobrina
- Lycaste crinita
- Lycaste cruenta
- Lycaste daniloi
- Lycaste deppei
- Lycaste donadrianii
- Lycaste dowiana
- Lycaste fuscina
- Lycaste groganii
- Lycaste guatemalensis
- Lycaste imschootiana
- Lycaste lasioglossa
- Lycaste leucantha
- Lycaste lucianiana
- Lycaste luminosa
- Lycaste macrobulbon
- Lycaste macrophylla
- Lycaste measuresiana
- Lycaste michelii
- Lycaste niesseniae
- Lycaste occulta
- Lycaste panamanensis
- Lycaste panchita
- Lycaste powellii
- Lycaste puntarenasensis
- Lycaste rogersonii
- Lycaste sandrae
- Lycaste schilleriana
- Lycaste sebastianii
- Lycaste smeeana
- Lycaste suaveolens
- Lycaste tricolor
- Lycaste virginalis
- Lycaste viridescens
- Lycaste xanthocheila
- Lycaste xytriophora
- Lycaste zacapensis

### Webbkällor
- Kew Garden World Checklist : Lycaste Lindl. (1843) (engelska)
- Catalogue of Life : Lycaste (engelska)